# Жиголо
Жи́голо (англ. gigolo) — изначально — наёмный партнёр для парных танцев, сегодня чаще — мужчина, предоставляющий услуги мужской проституции.
Этим же словом изначально (с 1850 года — во Франции) определялся любовник женщины лёгкого поведения (gigolette).
Зачастую, но не обязательно, удовлетворяет за деньги сексуальные потребности богатых женщин. 
Как правило, он за деньги становится любовником богатой женщины и скрашивает её одиночество, продаёт не только секс, но и платонические отношения. В настоящее время жиголо используются и как эскорт для очень богатых дам.